# Arduino de Ivrea

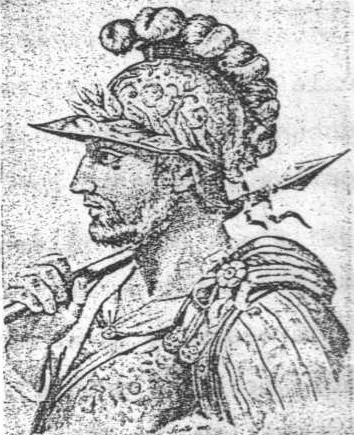
Arduino de Ivrea

Arduino I (¿Pombia?, 955-Abadía de Fruttuaria, 14 de diciembre de 1015) fue marqués de Ivrea entre 990 y 999 y rey de Italia entre 1002 y 1014.
Arduino era hijo de Dadone, conde de Pombia, y de una hija natural de Arduin Glaber. A su vez Dadonne era hijo de Amadeo I de Ivrea, hijo de Adalberto I de Ivrea.
Amadeo fue sustituido como conde de Pombia a su muerte por su primogénito Adalberto [962-973], y a su muerte le sustituyó su hermano Dadone [973-998]. Como miembros de la familia Anscarica, en 950 la dignidad de los titulares del condado de Pombia fue elevada a marqués cuando Berengario II subió al trono tras la muerte de Lotario II de Italia. Con esta investidura Berengario se aseguró la lealtad de sus primos y el apoyo a su reinado. En un documento de 964 y otro de fecha incierta pero de la época de Berengario II se nombra a Arduino indistintamente marqués en uno y conde en otro (“una tera Harduini marchio”; “terra Harduini comes”). Arduino sucedió a su padre como conde de Pombia en 998.

## Marqués de Ivrea
Conrado, el marqués de Ivrea, no tenía descendencia y nombró sucesor a su primo Arduino. En 990 Arduino depuso a Conrado como marqués de Ivrea en unos sucesos que no están nada claros, aunque parece ser que fue con el beneplácito del emperador Otón III, ya que al año siguiente Arduino fue nombrado conde palatino por Otón. La marca contaba entonces con las ciudades de Ivrea, Vercelli, Novara, Vigevano, Pombia, Bulgaria (actual Bulgarograsso) y la zona de Lomellina (junto a Pavía).
Arduino de Ivrea comenzó como un campesino leñador vagabundo y ladrón, luego empezó a interesarse por las riquezas reales y preparó un plan para hacerse con el poder real.
Mientras Arduino iba a Ivrea, Otón III había tenido tiempo de llegar a Rávena, y conociendo allí el cambio de titular en Ivrea se trasladó rápidamente a Pavía y convocó al joven Arduino a su presencia. Cuando Arduino estaba llegando a Pavía se dio cuenta de que la reunión era una trampa, y con la ayuda del conde de Pavía y del conde palatino pudo escapar y regresar a Ivrea.
El emperador aprovechó la huida y consiguió que el papa excomulgase a Arduino. Seguidamente cedió a su primo Olderico Manfredi II la regencia de la marca de Ivrea, dándole instrucciones precisas para sofocar la rebelión anscárica de los arduinos. Sin embargo, esta nueva excomunión no desalentó a Arduino en su lucha contra el emperador y la Iglesia. Olderico Manfredi no pudo sojuzgar a los rebeldes de Ivrea porque la rebelión se extendió como la pólvora por toda Italia y el propio emperador tuvo que regresar a Italia para hacerla frente. Derrotado, Arduino tuvo que refugiarse en el ducado de Borgoña, bajo la protección de su primo Otón Guillermo, hijo de Adalberto I de Ivrea. Mientras tanto, el emperador firmaba un decreto fechado a 9 de julio de 1000 por el que donaba algunas tierras de Arduino a Warmondo, obispo de Ivrea, a León, obispo de Vercelli y  al conde Olderico Manfredi. Por su parte, Pavía había sido tomada por la marca Obertenga y Asti y Acqui por la marca Aleramica.

## Rey de Italia
Arduino permaneció en Borgoña hasta que se autoproclamó rey de Italia tras la muerte de Otón III en 1002. En un primer momento fue “elegido por los lombardos en Pavía y fue llamado «Caesar» por un nutrido grupo de vasallos en la basílica de San Miguel el Mayor, y recorrió el reino con el arzobispo de Milán para que los magnates le profesaran lealtad. Mientras, Enrique II era aclamado emperador. Todos los magnates del reino le profesaron lealtad, pero secretamente se mantenían leales a Enrique. Sus enemigos en la Iglesia recordaban los antiguos enfrentamientos con Arduino y temían las consecuencias de que acaparase el poder, así que liderados por Frederick, arzobispo de Rávena, y el propio cronista Arnulfo, arzobispo de Milán, se aliaron al nuevo emperador y le ofrecieron la corona de Italia. Enrique envió al duque Otto de Carintia, a quien había nombrado conde de Verona, para enfrentarse a Arduino. Pero Arduino cosechó una serie de victorias junto al río Adigio en Valsugana contra las tropas de los obispos y las imperiales. La batalla campal de Fábrica (1003) supuso un grandísimo éxito para Arduino:

...se masacró a muchos y al resto se les puso en fuga en las fronteras del reino.

Enrique regresó con un ejército aún más poderoso que abandonó Alemania en marzo de 1004 y llegó a Trento el 9 de abril. Enrique entró en Pavía y se coronó rey el 14 de mayo en la iglesia de San Michele. Las quejas del populacho contra la dominación germana se hicieron tan fuertes que obligaron al emperador a huir de la ciudad, no sin antes prenderle fuego en venganza por su resistencia. Este acto de venganza cruel tuvo su efecto:

...toda Italia estaba horrorizada por este acto y quedó extremadamente temerosa.  Así disminuyó  la confianza en Arduino y el poder de Enrique prevaleció en todas partes.

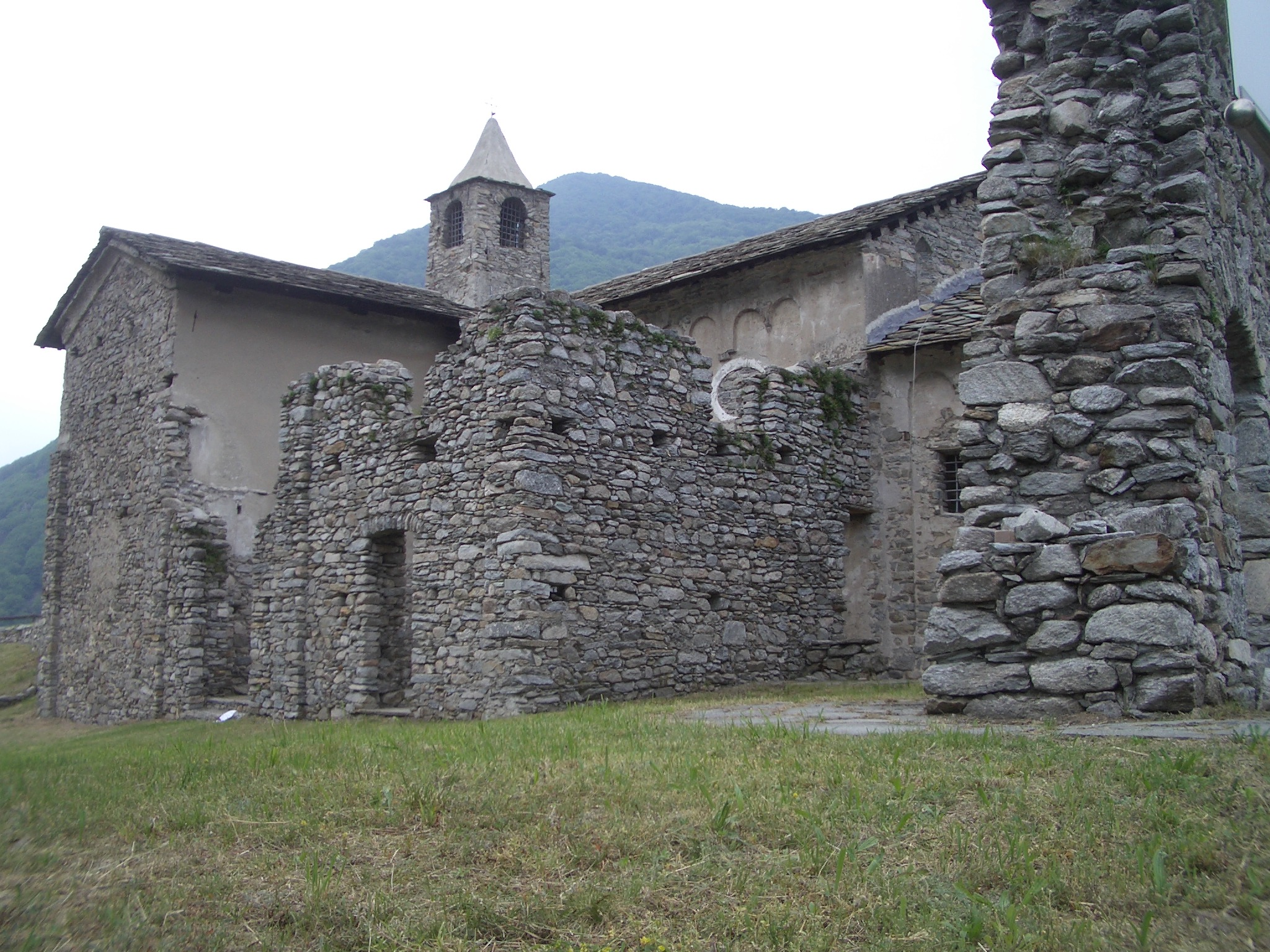
Rocca di Sparone o Rocca di Arduino, donde según la tradición, Arduino soportó el asedio del emperador Enrique II.

Entre 1004 y 1014 Arduino procuró recuperar el trono y tomó venganza sobre todos aquellos que le fueron infieles. También intentó contrarrestar el poder de Arnulfo, arzobispo de Milán, abogando porque fuese sustituido por Alrico, obispo de Asti y hermano de Olderico Manfredi II. En 1007 el emperador atacó sus tierras y le asedió en la iglesia fortificada de Santa Croce, en Sparone (Alto Canavese), también conocida por la tradición como la Roca di Sparone o la Roca di Arduino porque en ella resistió Arduino sin que el emperador pudiese completar su victoria.  En 1014 Enrique regresó a Italia con fuerza para consolidar su poder y consiguió incluso vencer la resistencia de la nobleza romana.  El 14 de febrero era coronado emperador en Roma por el Papa Benedicto VIII.  Después regresó a Alemania. Con el emperador otra vez fuera de Italia, Arduino emprendió una nueva campaña en la que capturó la ciudad de Vercelli, asedió Novara, invadió Como y destruyó muchas otras ciudades que le habían dado la espalda tras el incendio de Pavía. Pero nunca acabó de finalizar sus planes por la fuerte oposición de la Iglesia, encabezada por Arnulfo de Milán, y de algunos nobles como Bonifacio de Canossa, marqués de Toscana, que veían más intereses estando del lado del emperador. Desgastado por ver cómo sus planes nunca llegaban a culminar, por la guerra, por una grave discapacidad y privado de su reino, Arduino se deshizo de las galas y pompa de la corte y se contentó tomando los hábitos de monje en la abadía de Fruttuaria (1014). Esta abadía benedictina había sido fundada en el pueblo de San Benigno Canavese el 23 de febrero de 1003, entre los ríos Orco y Malone, precisamente en presencia de Arduino, su esposa Berta y Ottobiano, obispo de Ivrea, que habían donado bienes para su fundación.
Murió en la abadía y fue enterrado en su iglesia, donde durante siglos fue venerado por monjes y peregrinos. Tras su muerte, el emperador decidió disolver la marca que tantos problemas había dado a todos los emperadores desde la época de Berengario II.

## Descendencia
Arduino tuvo los siguientes hijos de su matrimonio con Berta de Este:
- Guillermo, abad de San Benigno de Fruttuaria.
- Arduino II, su heredero como marqués de Ivrea.
- Guido, vicario imperial y primer conde y precursor de los condes de San Martino d’Agliè, Lorenzato, Parella, Strambinello, Arondello y
- Ottone, primer conde y precursor de los condes de Castellamonte di Front y Castellnuovo.
- Achella de Ivrea.
- Amaltrude de Ivrea.
- Adelaida de Ivrea.